# Döende gallern
Döende gallern är en romersk marmorkopia av en hellenistisk bronsskulptur från 200-talet f.Kr. Kopian utfördes under 100-talet e.Kr.
Skulpturen påträffades omkring 1620 och införskaffades 1737 av påve Clemens XII för Kapitolinska museernas räkning. I enlighet med fördraget i Tolentino 1797 fördes skulpturen till Paris och Musée centrale des arts, men återfördes till Rom 1815, bland annat genom Antonio Canovas försorg.